# 馬里烏波爾國際機場
馬里烏波爾國際機場（烏克蘭語：Міжнародний аеропорт Маріуполь）1989年前成為日丹諾夫機場，是大型工業城與港口市马里乌波尔的主要機場，自從2014年一直關閉。該機場距離市中心以西約5公里，是烏克蘭東南部的主要機場之一，離俄烏邊境只有三十多公里。
該機場有國內和國際航班，並被分類為"B"型，也就是適合所有類型的飛機在這裡運營。
機場自2009年起已經沒有定期的航班，更從2014年6月因頓巴斯戰爭的關係而關閉，至今仍未重開。

## 歷史
1930年，蘇聯政府批准興建日丹諾夫機場（馬里烏波爾那時的名字）。 1931年初，首架飛機使用了這新機場 (一架 Putilov Stal-3 從馬里烏波爾飛往別爾江斯克)。可是由於經濟問題，該機場從1932年起被閉置，直到二次大戰才再開始使用。
1967年，機場進行了加建，包括新的跑道與航站樓。在蘇聯鼎盛的60年代，該機場的客量多達每年12萬人次，每天平均有三十多程航班，而每個夏季人數更多達每月2.5萬人。到90年代，苏联解体與俄羅斯航空倒閉使旅客數目不斷下降，該機場也因此變得不活躍。1993年5月26日，馬里烏波爾機場被註冊為国有企业。
2003年2月，機場的管理開始了興建新的航站楼，希望每小時可以容納200多人。此外，他們也決定了興建新的機坪，還有對跑道進行了維修工作，包括安裝了仪表着陆系统。
2004年，機場的運送客量超過1.1萬人次，2006年超過了1.8萬人次，而2007年突破了2萬人。
2004年5月26日，該機場獲得了国际机场的地位，2005年11月7日，烏克蘭國家航空管理局頒發了合格證書 MCI-00-04-02-01，正式允許機場為航空公司，乘客與貨物運輸提供服務。  
2014年6月，該機場因被涉及於頓巴斯戰爭的马里乌波尔战役而暫時關閉。
2022年3月18日，俄羅斯入侵烏克蘭期間，該機場被俄罗斯空军佔領並控制。

## 客運大樓
該客運大樓包括兩個離境大堂與兩個入境大堂，也有一個行李提領處為所有到達的乘客服務。該機場也有一個專為商務艙或頭等艙乘客的機場貴賓室。此外，機場的客運大樓有的設施包括礼品店、餐廳、 咖啡店、Wi-Fi連結等。
1968至1970年期間，藝術家 Victor Arnautoff 用了马赛克飾帶來布置機場的客運大樓。

## 外部鏈接
- 官方網站（下）